# Demagogenverfolgung
La Demagogenverfolgung (en français, persécution des démagogues) désigne la répression des tentatives de libération lors de l'Ère réactionnaire dans la Confédération allemande. Après les décrets de Carlsbad, elles sont la réaction à l'esprit révolutionnaire national des Burschenschaften.

## Premier mouvement
Les persécutions les plus dures ont lieu dans le Royaume de Prusse sous Karl Albert von Kamptz. Le diktat de censure prussien abolit la liberté de censure des professeurs d'université. Selon un ordre du cabinet de 1820, « les autorités, les consistoires, les écoles et les universités devraient être débarrassés des erreurs dangereuses, des séducteurs et des séduits ». Les universités reçoivent des représentants du gouvernement comme conservateurs ; les juges de l'université deviennent des fonctionnaires de l'État qui ne font pas partie du personnel enseignant et sont nommés par le ministère prussien des Affaires spirituelles, éducatives et médicales.
En 1822, un ordre du cabinet définit une procédure de licenciement des membres en cas de faute politique. De nombreuses années de procédure pénale se font contre Friedrich Schleiermacher et Ernst Moritz Arndt. Wilhelm Martin Leberecht de Wette, qui écrit une lettre de consolation à la mère de Karl Ludwig Sand après son exécution, fut limogé sans ordre par Frédéric-Guillaume III. Friedrich Ludwig Jahn est soumis à des restrictions de résidence et est condamné à deux ans de prison.
L'action contre les étudiants, qui sont généralement membres de Burschenschaften, est particulièrement sévère. En 1821, l'ordre du cabinet décrète que les soupçons d'appartenance justifient à eux seuls l'expulsion sans conseil. En 1824, toutes les Studentenverbindungen sont traitées comme des partis politiques secrets. De cette manière, les pouvoirs d'enquête passent de l'université à la police politique, les pouvoirs punitifs des universités à la justice pénale. Au Kammergericht , Ernst Theodor Amadeus Hoffmann traite les délinquants avec clémence. Nommé membre de la "Commission immédiate d'enquête sur les connexions très dangereuses et autres activités dangereuses" le 1er octobre 1819, il attache de l'importance à la bonne procédure d'enquête. C'est pourquoi il rencontre plusieurs fois Kamptz, dont il se moque dans Maître Puce (de). Il meurt en 1822 avant de terminer la procédure pénale.
La première vague de persécution des démagogues se calme vers 1827-1828.

## Deuxième mouvement
Le deuxième mouvement suit la Polenschwärmerei et le Frankfurter Wachensturm. La Prusse et le grand-duché de Hesse sont particulièrement durs. En 1836, la Kammergericht condamne plus de 200 étudiants pour trahison. Les 39 condamnations à mort sont transformées en 30 ans de prison. Fritz Reuter fait partie des condamnés. La disqualification souvent prononcée de l'employabilité ruine l'avenir professionnel de nombreux étudiants, en particulier les candidats en théologie et en enseignement. Frédéric-Guillaume IV annule la plupart des jugements lorsqu'il arrive au pouvoir.
La persécution prend fin avec la révolution de Mars 1848.

## Source de la traduction
- (de) Cet article est partiellement ou en totalité issu de l’article de Wikipédia en allemand intitulé « Demagogenverfolgung » (voir la liste des auteurs).